# 塔頓 (英國國會選區)
塔頓（英語：Tatton），英國國會一郡選區，位於柴郡柴郡東西北部和柴郡西-切斯特東北部，包括昔日麥克爾斯菲爾德區西部和韋弗羅亞爾東部。選區因當地的塔頓宅邸而得名。
本區自1983年創設以來一直支持保守黨，除了1997年一名獨立人士因工黨和自民黨支持而當選以外。
保守黨的歐思邦自2001年起出任議員。2017年大選中，歐思邦放棄連任，由保守黨的麥蔚宜接替當選。